# TJ Sokol Hradec Králové
Pour les articles homonymes, voir Sokol.
Le TJ Sokol Hradec Králové est un club féminin tchèque de basket-ball, évoluant dans la ville de Hradec Králové et jouant en 1. liga (1re division), soit l'élite du championnat tchèque.